# Unterramsern
Unterramsern (toponimo tedesco) è un comune svizzero di 203 abitanti del Canton Soletta, nel distretto di Bucheggberg.